# Cameraria wislizeniella
Cameraria wislizeniella är en fjärilsart som beskrevs av Paul A. Opler 1971. Cameraria wislizeniella ingår i släktet Cameraria och familjen styltmalar. Inga underarter finns listade i Catalogue of Life.